# Eduardo Battaner

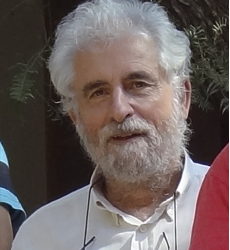
Prof. Eduardo Battaner

Eduardo Battaner López (Burgos, 1945) es un astrofísico español.

## Biografía
Cursó estudios de Ingreso y los estudios infantiles y juveniles en el Colegio Maristas Liceo Castilla de Burgos, siguiendo el plan de 1953. El bachillerato constaba de seis cursos, y dos revalidas, una al finalizar el cuarto curso (bachillerato Elemental) y otra en sexto. Aprobando los cursos académicos de quinto y sexto y la reválida,(arts. 74 y sigs.de la Ley de 1953) se obtenía el título de Bachiller Superior. No obstante, aquellos alumnos que querían estudiar una carrera Universitaria tenían  que aprobar un curso extra conocido como Preuniversitario (Preu). Examinandose en la Universidad de Valladolid al ser el distrito universitario que correspondía a la ciudad de Burgos, según la rama elegida: Ciencias o Letras (arts. 80, 82 y 83), el primero con peso en matemáticas, física y química y el segundo en latín y griego.
Estudió física en Madrid y completó su formación en el Instituto Max Planck. Es catedrático de física de la Tierra, astronomía y astrofísica en la Universidad de Granada y doctor vinculado del Instituto de Astrofísica de Andalucía.

## Trayectoria profesional
Se dedicó al principio de su carrera al estudio de las atmósferas planetarias y se ha especializado en la mecánica de fluidos en el cosmos y la magnetohidrodinámica del gas interestelar.
Desde los años 70, ha publicado numerosos artículos en medios especializados de primera línea, como Nature, Astronomy & Astrophysics o Astrophysic and Space Science. La Real Sociedad Española de Física le concedió el Premio a la Docencia Universitaria. Este certamen se celebra anualmente desde 1999 y está dotado con 8.000 euros. El galardón se decide por votación entre los componentes de la Junta de Gobierno, formada por unos 90 miembros. También ha publicado libros de texto sobre astrofísica y libros de divulgación científica para un público más generalista.

## Libros publicados
- Fluidos cósmicos (Ed. Labor, 1986)
- Física de las noches estrelladas (Ed. Tusquets, 1988, 1996)
- Planetas (Alianza editorial, 1991)
- Astrophysical fluids dynamics (Cambridge University Press, 1996)
- Introducción a la astrofísica (Alianza editorial, 1999)
- 100 problemas de astrofísica, en colaboración con E. Florido (Alianza editorial, 2001)
- Un físico en la calle: fluidos, entropía y antropía, (Universidad de Granada, 2005, 2010)
- Grandes estructuras del universo. El cosmos a gran escala, (RBA 2015)